# Pseudosinella lenkorani
Pseudosinella lenkorani is een springstaartensoort uit de familie van de Entomobryidae. De wetenschappelijke naam van de soort is voor het eerst geldig gepubliceerd in 1982 door Tshelnokov & Rasulova.